# NGC 1271
NGC 1271 je galaksija u zviježđu Perzej.

## Vanjske poveznice
- SEDS: NGC 1271